# Лютянка
Лю́тянка (інша назва — Люта) — річка в Українських Карпатах, у межах Великоберезнянського та Перечинського районів Закарпатської області. Ліва притока Ужа (басейн Дунаю).

## Опис
Довжина 47 км, площа басейну 219 км². Долина V-подібна, завширшки 30—60 м, на окремих ділянках розширяється до 250—300 м. Пересічна ширина заплави 20—30 м. Річище звивисте, порожисте, до села Люти нерозгалужене, нижче є невеликі острови. Похил річки 18 м/км.

## Розташування
Річка бере початок на південний схід від села Люта, на схилах гори Гостра Гора, що в північно-західній частині Полонинського хребта. Впадає до Ужа в селі Дубриничі.

## Притоки
- Лютка (права).
- Бистриця, Бачава (Бачівський), Чечоватий (ліві).

## Населені пункти
Протікає через села: Люта, Чорноголова, Дубриничі.

## Цікаві факти
- Лютянка — дуже «покручена» річка. Спочатку вона тече на північний захід, при західній частині села Люта повертає на південний захід, трохи згодом під прямим кутом знову повертає на північний захід, далі знову під прямим кутом — майже на південь, тоді поступово на південний захід, захід і знову на південний захід. Перед впадінням до Ужа робить ще кілька прямокутних зиґзаґів.
- На північний схід від села Чорноголова на річці розташований цікавий туристичний об'єкт — «Блакитна лагуна».